# Sarcophyton proprium
Sarcophyton proprium är en korallart som beskrevs av Tixier-Durivault 1970. Sarcophyton proprium ingår i släktet Sarcophyton och familjen läderkoraller. Inga underarter finns listade i Catalogue of Life.